# Abderrahim Mouadden
Pour les articles homonymes, voir Mouaden.
 (avril 2015).
Si vous disposez d'ouvrages ou d'articles de référence ou si vous connaissez des sites web de qualité traitant du thème abordé ici, merci de compléter l'article en donnant les références utiles à sa vérifiabilité et en les liant à la section « Notes et références ».
Abderrahim Mouadden (en arabe عبد الرحيم مودن) est un homme de lettres, nouvelliste, critique littéraire et chercheur marocain arabophone spécialisé notamment dans le récit de voyage et la nouvelle.
Il est né à Kénitra, au Maroc en 1948 et mort le 27 juillet 2014 à La Haye, aux Pays-Bas.

## Études littéraires et philologiques
Abderrahim Mouadden a obtenu sa licence en littérature arabe à la Faculté des Lettres et des Sciences humaines Dhar Elmehraz de l'université Sidi Mohamed Ben Abdallah de Fès. Il obtient en 1971 dans la même ville son certificat d'aptitude à l'enseignement à l'École normale supérieure.
En 1979, il obtient une maîtrise en critique littéraire contemporaine à l'université Mohammed-V à Rabat.
En 1987, de retour à son alma mater, il soutient avec succès une thèse doctorale portant sur la forme narrative dans la nouvelle marocaine du début des années 1940 à la fin des années 1960.
En 1996, il obtient un doctorat d'État ès lettres à l'université Mohammed V. Sa thèse porte cette fois sur les niveaux narratifs dans le récit de voyage marocain du XIXe siècle.  

## Carrière professionnelle
Abderrahim Mouadden amorce sa carrière professionnelle en tant que professeur de langue et littérature arabe et enseigne dans plusieurs lycées, notamment à Meknès, (lycée Moulay Ismaïl), Kénitra (Lycée Mohamed V), à  Salé Lycée Plateau, avant d'enseigner parallèlement au Centre pédagogique de Fouarat (Kénitra) et à la Faculté des lettres et des sciences humaines de Rabat,  puis à l'université Ibn-Tofail, à Kénitra.

## Vie associative
Il rejoint en 1976 l'Union des écrivains du Maroc (UEM),  devient membre du bureau de la section locale de kénitra entre 1988 et 2001 et enfin membre du bureau  central de l'Union pour la triennale 1998-2001.
Actif dans la vie associative culturelle et littéraire, Abderrahim Mouadden est membre de nombreuses associations, dont: 
- l'Association marocaine des études lexicographiques, affiliée à la Faculté des lettres d'Aïn Chock à Casablanca;

- Le R.E.N.A.L.C.O, Réseau national des Cultures et des Littératures orales, affilié à l'Université Ibn Tofail à Kénitra.
- L'Association de recherche sur l'Histoire des campagnes marocaines, Université Ibn Tofail à Kénitra.

Il est également membre fondateur de :   
- Le Laboratoire de narratologie , Faculté des Lettres et des Sciences humaines de Ben M'sik, à Casablanca
- l'Association de recherche sur la nouvelle de la même faculté casablancaise,
- l'Association marocaine de recherche sur le voyage qu'il a présidée (dans les années 2000) à Casablanca.

Il est le fondateur de la première Association de la nouvelle  au Maroc, nommée:
- L'Association de la nouvelle nouvelle marocaine, à Kénitra (fin des années 90)

## Publications
Le premier texte narratif d'Abderrahim Mouadden est paru en 1966 dans les colonnes du quotidien arabophone Al Alam (en arabe, العلم). Depuis cette date, il a signé plus d'une soixantaine d'ouvrages en langue arabe, dont onze livres pour enfants publiés entre 1988 et 2013.
Abderrahim Mouadden est également l'auteur d'une œuvre abondante destinée à la jeunesse, constituée notamment de récits de voyage, dont une série en neuf volumes intitulée « مغامرات ابن بطوطة »  (Les aventures d'Ibn Battûta), publiée par Dar Attakafa à  Casablanca, à savoir:
- أنا ما قبل الرحلة
- الشام بلاد الأنبياء
- مصر ام الدنيا
- في الطرىق إلى الحج
- بلاد الظلمة
- الهند و الصين
- من فاس الى غرناطة
- بلاد السودان
- ما بعد الرحلة

Il a également publié une série de 12 récits biographiques, dont chacun porte sur l'enfance d'un écrivain arabophone. Dans cette série, l'auteur a ainsi retracé l'enfance des hommes de lettres marocains et arabes suivants :
- "إدريس الخوري طفلا"           ( Romancier  marocain )
- " عبد المجيد بن جلون طفلا  ( Romancier, journaliste et ambassadeur marocain)
- " محمد زفزاف طفلا"            ( Ecrivain marocain )
- " غسان كنفاني طفلا"         ( Ecrivain, journaliste et militant palestinien)
- "الطيب صالح طفلا "             (Ecrivain soudanais)
- "نجيب محفوظ طفلا"          ( Romancier égyptien)
- "خناثة بنونة طفلة"             (Ecrivaine marocaine)
- "طه حسين طفلا"              (Romancier, essayiste, universitaire et critique littéraire égyptien )
- "مبارك الدريبي طفلا"           (Nouvelliste  marocain )-
- "محمدبرادة طفلا"               (Romancier marocain)
- "عبدالكريم غلاب طفلا"         (Homme politique, journaliste et écrivain marocain)
- "احمد بناني طفلا "               ( Ecrivain marocain)

Abderrahim Mouadden a également signé de nombreux ouvrages destinés aux enseignants et aux élèves, comprenant des études de textes et autres analyses littéraires, publiés par Dar Al harf ,dont:
- "الشعرية العربية"                         Deuxième édition 2007/2008.
- "سهرة مع ابي خليل القباني "      Deuxième édition 2007/2008.
- "ابو حيان التوحيدي "                         Deuxième édition 2007/2008.
- "ابن الرومي في مدن الصفيح "               Deuxième édition 2007/2008.
- " محاولة عيش لمحمد زفزاف"                Première édition 2006
- " رجوع الى الطفولة لليلى ابو زيد"          Première édition 2006
- " الساحة الشرفية لعبد القادر الشاوي"       Première édition 2006
- "  الادب  و الغرابة "                          Première édition 2006
- " قراءة ثانية لشعرنا القديم "                 Première édition 2006